# 私家侦探

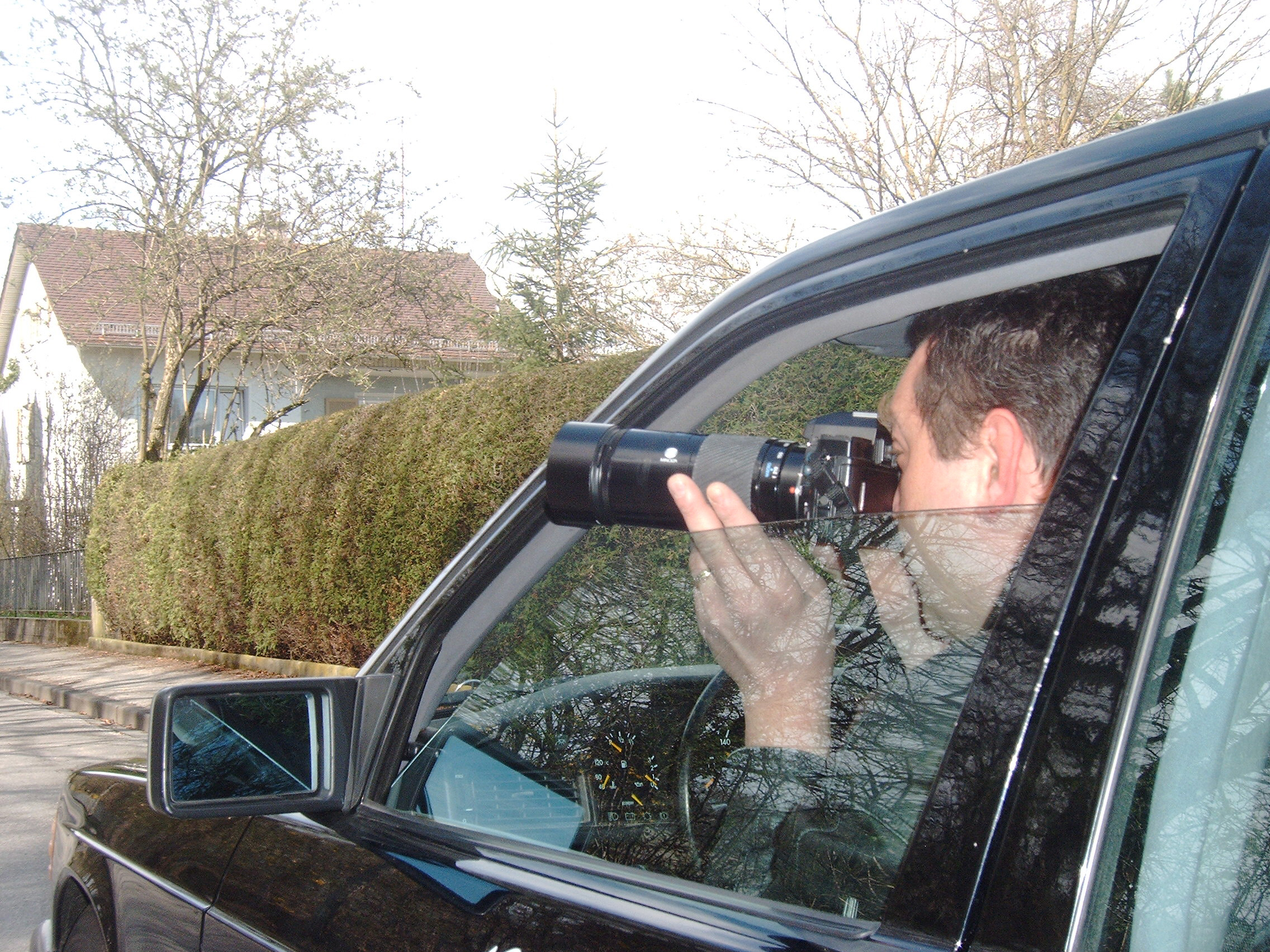
民間偵探在車內監控

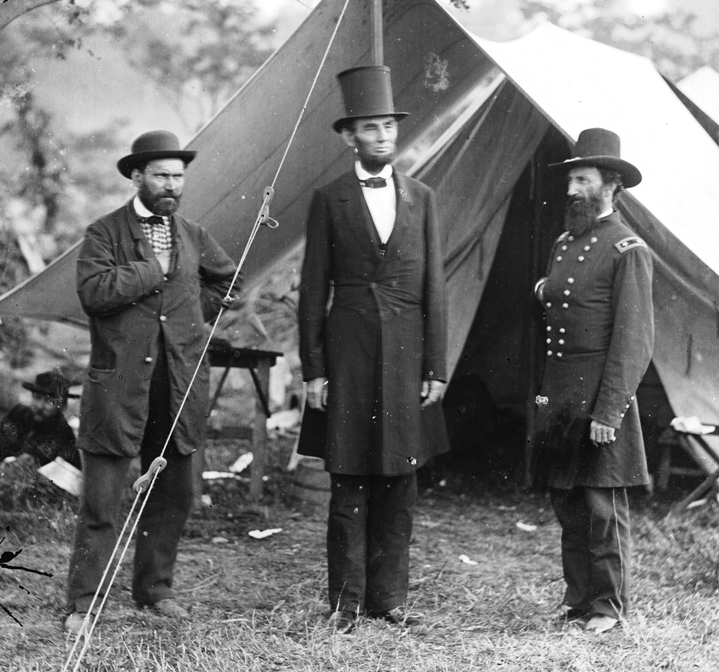
艾倫·平克頓（左），十九世紀美国的私家侦探，与亞伯拉罕·林肯和 於1863年10月3日在馬里蘭州合影

私家偵探，於台灣以外的漢語區稱為私家偵探。徵信社為專門提供調查
、查證和收集資訊等服務的專業機構公司或個體，主要功能是協助客戶解決各種問題，提供準確的資訊和證據，服務項目有反蒐證反詐騙、外遇蒐證、勸退小三、子女調查、員工調查、感情挽回、債務協商、尋人查址、工商徵信、仿冒調查、婚前徵信、行蹤調查、感情糾紛處理等。
徵信社之定義，為專門提供調查、查證和收集資訊等服務的專業機構公司，主要功能是協助客戶解決各種問題，提供準確的資訊和證據。可以進行各種調查，包括婚姻感情調查、背景調查、人脈檢查、個人追蹤等。這些調查領域，為達成個人、家庭、企業和法律等多元層面目的，會使用各種調查技術和工具，如資料收集、行蹤追蹤、背景調查、監視器材、鑑識科學等，來保證資訊的可信度。大體上，徵信社是為顧客調查事情真相的公司，只要能支付相應的費用
。
徵信社的費用通常根據服務的性質、複雜度、所需的人力和時間等因素來計算。依服務項目各異其收費方式，有的是按時，有的則是按內容
。

## 起源
1833年，法國人尤金·法蘭索瓦·維多克創立了第一家私家偵探社。私家偵探業的存在並不僅僅是西方國家中特有的一種社會現象。
北歐、南美和大洋洲的許多國家，亞洲和非洲的一些國家或者地區中也有私家偵探，如香港、台灣、泰國、菲律賓、新加坡、馬來西亞、尚比亞和辛巴威等。

## 目的
徵信業者提供的徵信服務，依照各家營業訴求而有所不同，綜觀服務範圍涵蓋工商徵信、財產徵信、商業仿冒調查、商標、智慧財產權等侵權調查、個人或公司行號的信用調查、犯罪蒐證、債權追償、帳款催收、私人感情生活調查、婚前徵信
、偷情劈腿蒐證、婚外情及外遇蒐證等。提供蒐證錄音、行蹤跟監、錄影拍照、法律諮詢、婚姻調解、離婚服務
、尋人查址、外遇抓姦、監護權爭取和婚姻挽回。
除了感情徵信為大宗之外，近年來較為熱門的徵信服務是尋人、尋物及尋寵物等，藉由徵信社專業的追查及蒐證能力，尋找遺失的人事物。

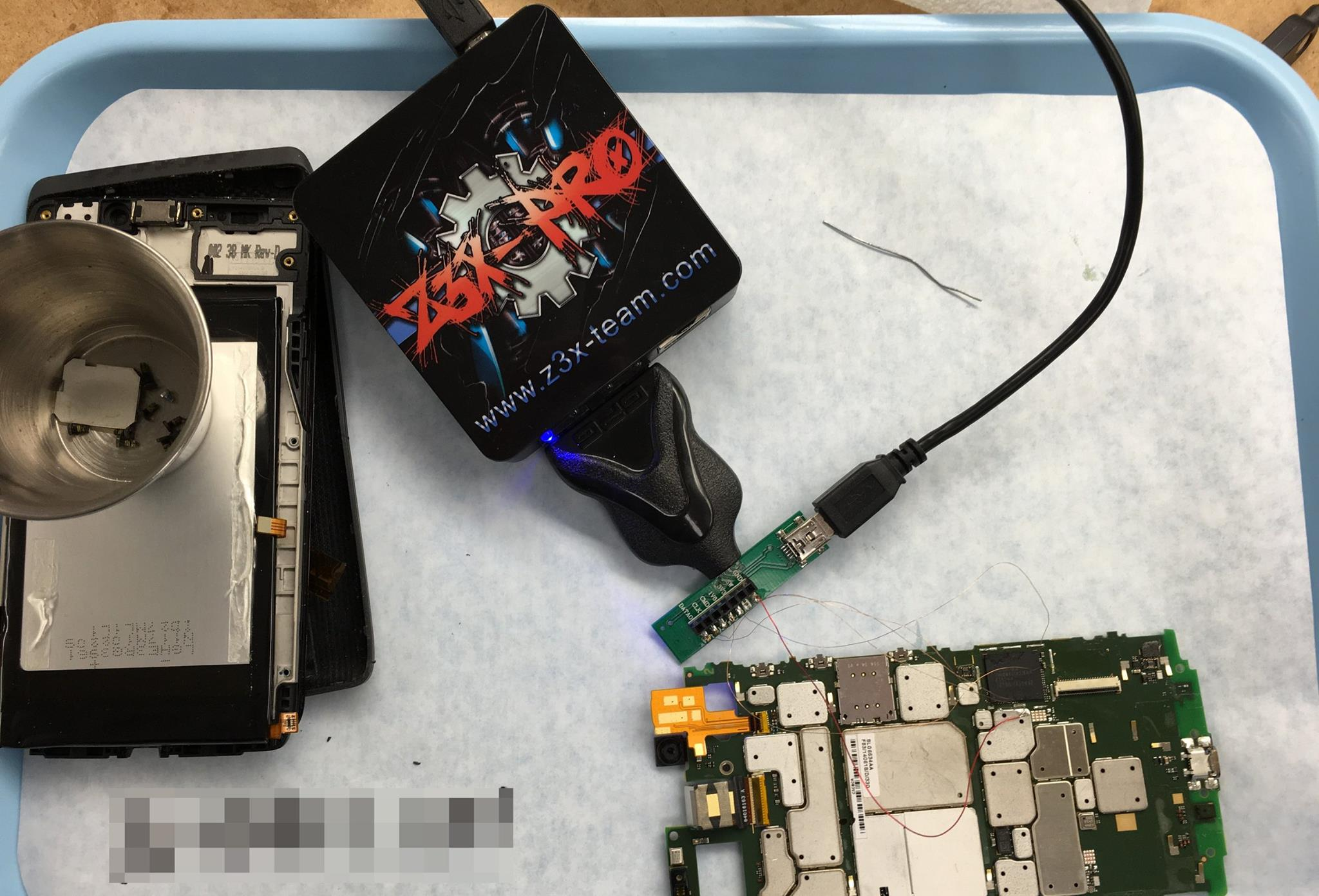
現代電子式偵探器材

## 客戶來源
客戶來自各個階層，但他們聘用私家偵探的原因却各不相同。部份人士因遇上婚姻等問題，認為私家偵探能忠實地為委託人查到真相，因此他們求助，並且有可能以此為通姦證據申請離婚，於通姦不合法的國家裡，更可以作為控告配偶通姦或第三者妨害家庭的憑證。部份私家偵探社亦兼營討債公司。
除了最大宗的婚姻問題外，徵信社在尋人這部分的業務也是其獨特之處。
徵信社使用的手段有時候會介於法律邊緣，是否順利找到目標、還是拿錢不辦事等，視該徵信社是否正派。不可諱言，在很多情況下，要解決問題除了請徵信社外似乎沒有更好的選擇（像是債務尋人）。這也造成民眾有相關需求但又擔心徵信社拿錢不辦事的矛盾心理。

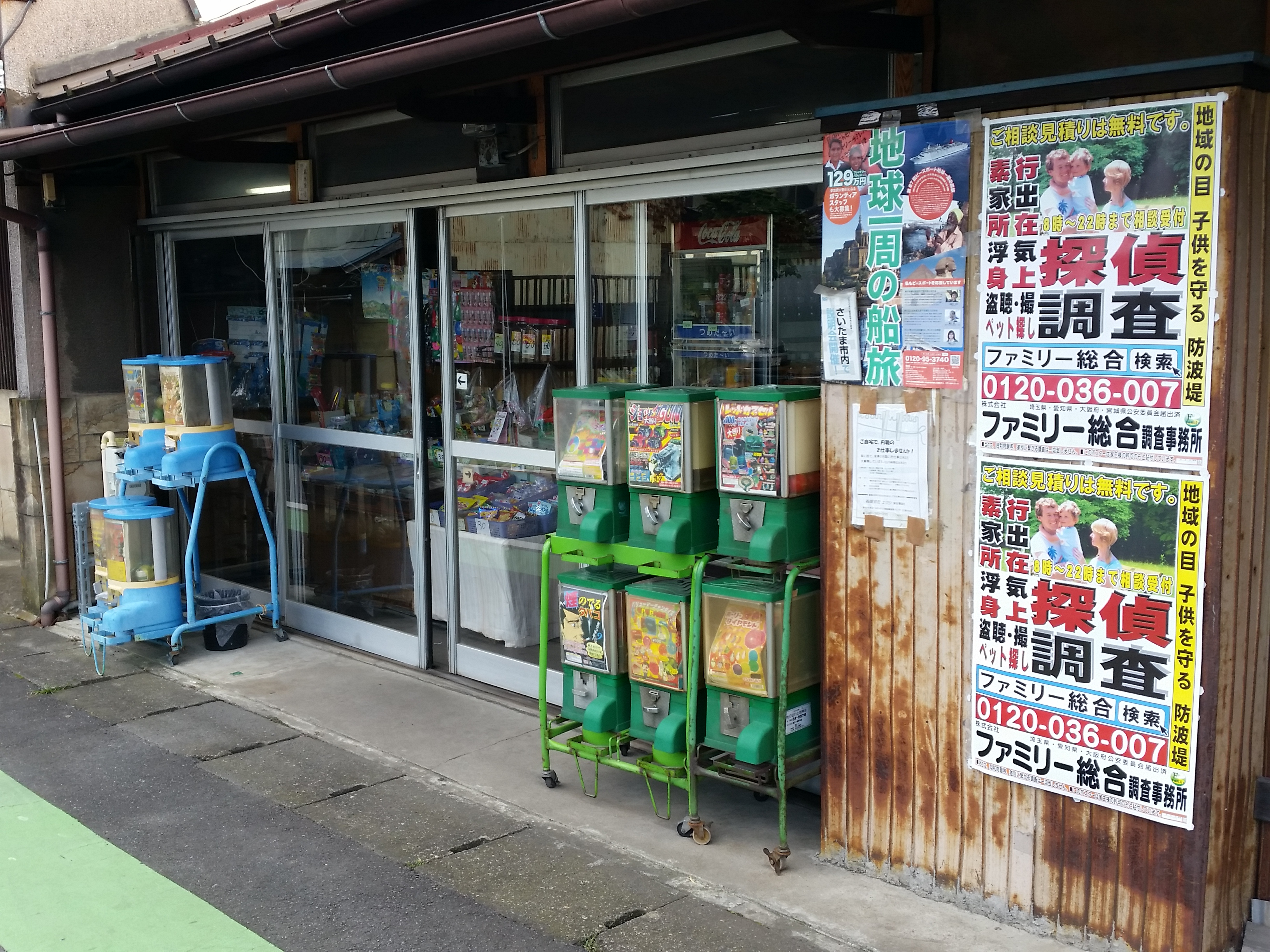
日本一個偵探社廣告

## 各地情況

### 日本
日本可以註冊名稱登記為偵探社的企業，2006年後，探偵業法的頒布給予這一行業較為正規之法律定義和約束。
偵探社的收費適用獨佔禁止法第2條6款，適當抑制了無上限漫天要價的情況，相關收費行情由偵探行業公會提供參考指導價，但是有收費糾紛時是否成立過度收費仍由民事法院判斷。

### 英国
2001年，英國偵探和私家調查公司的執照移交給保安產業管理局（SIA）核发。有執照便能從事私人偵探事務所，但是不久後該機構因為預算原因被解散，之後至今再也沒有新發的執照於市面上。2015年曾有短暫消息要恢復機構和執照發放，但後續沒有下文。大致而言，沒有執照狀態下，自稱私人調查員或諮詢偵探事務所在英國開張營業也沒有任何處罰，只是無執照也許會讓客戶有信任疑慮。總體上，偵探事務在英國歷史悠久，社會上並不認為是非法行業但黑道人物改行做偵探也所在多有。多數英國偵探以天數計費，每天收費約200至500英鎊之間。

### 美國
美國偵探行業與歐洲大陸有傳承關係而歷史較久，1893年有一項全國聯邦法律反平克顿法（Anti-Pinkerton Act）明確禁止政府用公款僱用偵探社或類似機構幫助執法，可見當時偵探社已經是社會常見行業。
1877 年，科羅拉多州成為首個要求偵探要有政府核發執照的州，但是1977年一個州最高法院判例中有人起訴某個偵探無執照下從事業務，結果卻被法院判敗訴，因為州最高法官認為什麼行業為偵探行業的詳細定義從沒有在法律中清楚界定，屬於模糊概念法條，任何人的任何行為理論上都可判定為偵探行為，此判例等於宣告其實不需要執照也能從事偵探。之後幾位私家事務所成立了科羅拉多州專業偵探協會（PPIAC）推動法條要求明確化並設立執照壁壘，避免人人可以進入行業，然而最後推動失敗。2011年6月10日，州長約翰希肯盧珀(John Hickenlooper) 簽署了科羅拉多州眾議院第1195號法案，該法案在自願的基礎上恢復了私家偵探的執照使用，也就是可以自願取得執照但沒有執照者也沒有處罰。申請者需要持有美國公民身份並擁有至少4000小時作為調查員或地方州或聯邦執法機構成員的工作經驗；或2000 小時的專科以上教育。
2014年6月6日起，州議院第133號法案通過要求強制要執照，無執照不可於科羅拉多州從事，並分成兩類：普通偵探I類執照需要美國公民身份並通過科羅拉多州法理學考試，高級偵探II類執照還外加曾在執法機構有4000小時工作經驗才能報考。但州監管機構部於2019年提出建議取消強制執照要求，理由是對於消費者沒有太多利弊得失，之後第1207號法案被通過取消執照要求，但當時州長賈里德·波利斯 (Jared Polis) 行使州長權力否決提案讓執照要求延長到2021年9月。可以看出美國偵探行業和消費者中存在兩股政治力量角力，一派認為不需執照另一派則相反。
佛羅里達州對於偵探有強制三類執照要求：偵探實習生、專職偵探、偵探社經理人，每一種考試報名要求經驗年數不一。紐約州調查員執照需要3年可驗證的經驗，可能是在執法部門工作過或其他保安行業公司，並通過紐約州務院執照服務部考試。大致而言美國每一州法規不一少數州有強制執照要求，其他州則沒有或非強制。

### 中国大陆
中華人民共和國並未制定任何法律确立私家侦探的法律地位，其整體屬於灰色產業，私家偵探在調查時必須嚴格遵守相關法律，否則就可能承擔相應法律責任；英国侦探韓飛龍与其妻子就曾因非法窃取公民信息而被判刑。
早在1993年，公安部曾发布《关于禁止开设私人侦探所性质的民间机构的通知》這一司法位階很低的通知性文件，主要是禁止成立招牌上有偵探字樣的公司登記，但之後就未再有相關法條見諸於文件。時至今日只要避開偵探字樣而以技術調查、諮詢、萬事屋、民事處理、尋人代理..等其他名號營業也未有禁止，至今在所有省分都以灰色產業型態存在，是否違法仍以個案論，取決於偵探本人的行為而定以及是否有人控告。北京安理律师事务所合伙人徐霄燕在2023年法治日报的採訪中表示，从合法性来讲，就侦探这一称呼本身而言，虽然没有法律明确赋予其主体身份但也没有禁止这一称呼。作为一种民事行为，法无禁止即可为，因此自称侦探并不违法。保守估计国内私家侦探所数量已经达到3700多家从业人员2万多人，實際人數可能兩至三倍。
值得注意，許多在其他國家不一定違法的常見偵探行為在中國大陸可能觸法，例如偷拍伴侣外遇和其他人开房照片，技術手段取得通话记录、聊天内容、旅館記錄、户籍资料等，在法庭上幾乎確定會被列為違法證據不可採用，只能私人之間談判使用，同時偵探本人還可能吃上官司。

### 香港特別行政區
在香港，偵探行業是沒有任何監管的，除了一般領取公司註冊及商業登記外，許多私家偵探社自稱政府註冊顯得可信度高，其實只是辦理了一般的香港成立的公司註冊和商業登記手續的公司，可以在香港營商，並非領有任何特殊牌照。

### 台灣
在台灣私家偵探事務所大部分稱作「徵信社」，是為依照中華民國法律以「徵信社」，「徵信公司」的名稱註冊，任何人皆可開設。
台灣最早期的徵信社幾乎都是討債公司轉型，由徵信信用評級系統演化而來，日後因台灣為世界上少數還尚存通姦罪的國家，而開始轉型開辦抓猴的業務並大打廣告，故台灣人一般對徵信社的印象都是抓猴公司，而通姦罪於2020年5月29日，司法院大法官於憲法法庭做出第791號解釋宣告違憲立即失效，抓猴業務也轉型為侵害配偶權蒐證。
台灣徵信公司之業務主要有:外遇蒐證、抓姦、擺脫不幸婚姻、婚前徵信、感情挽回、感情破壞、行蹤調查、尋人查址、工商徵信、員工調查、攔截信件、夜逃屋、反跟蹤、反騷擾、反詐騙、抓賄選及其他多元的服務。當今台灣社會，除了部分戶政事務所、警察單位外，合法領域內就只有徵信社是以民營公司立場從事收取酬勞式調查。
2020年，中華民國徵信商業同業公會全國聯合會修改公會章程，並且制定《徵信從業人員倫理規範》及《徵信證照考試及核發辦法》並舉辦第一屆徵信證照考試，目標將徵信產業證照化，並邀請到時任中華民國行政院內政部部長徐國勇頒發證照及證書。

### 越南
越南现行的法律规定，调查权是属于国家机关的权力，根据《第108/2006/NĐ-CP号法令》和《第52/2008/NĐ-CP号法令》的相关条款，提供保全服务的企业不得以任何形式，开展调查或私人侦探活动。因此私人侦探服务并未被法律正式承认，但因现代社会的需求仍发展迅速。 侦探服务公司主要为个人或企业提供调查和监控服务，例如：婚姻调查、商业诈骗调查、信息搜寻或目标追踪等。 然而，越南的侦探行业仍缺乏明确的法律框架，容易陷入法律的灰色地带。

## 虛構作品中的私家偵探
不少文學作品、電視連續劇及漫畫中的私家偵探，形象都是正直無私、有職業道德及屢破奇案，有操守、有正義感及觸角敏銳，例如柯南道爾的作品《福爾摩斯探案》。日本漫畫柯南中的偵探社。
電影作品方面，跟徵信社有關的則有台灣電影：傻瓜向前衝、洋片假會徵信社等作品。

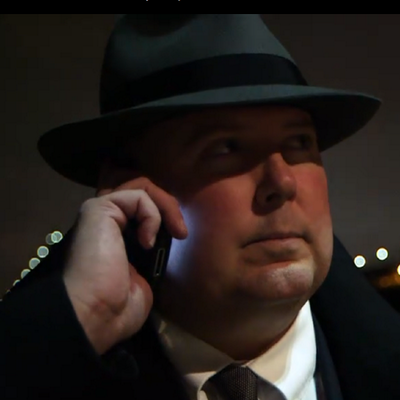
影視劇中的偵探形象，但只能看作戲劇化表達